# Оксид эрбия(III)
Оксид эрбия(III) (триоксид эрбия, окись эрбия) — бинарное неорганическое соединение эрбия и кислорода. Представляет собой светло-розовые кристаллы, плохо растворимые в воде.

## Получение
- Разложение на воздухе нитрата, сульфата, хромата или других солей эрбия(III) на воздухе при температуре 800—1000 °C[2]:

{\displaystyle {\mathsf {Er_{2}(SO_{4})_{3}\ \xrightarrow {800-1000^{o}C} \ Er_{2}O_{3}+3SO_{3}\uparrow }}}
- Сгорание металлического эрбия на воздухе при температуре 300 °C[3]:

{\displaystyle {\mathsf {4Er+3O_{2}\ \xrightarrow {300^{o}C} \ 2Er_{2}O_{3}}}}

## Физические свойства
Оксид эрбия(III) образует кристаллы двух модификаций:
- Кристаллы кубической сингонии. Параметр ячейки a = 1,0547 нм. Пространственная группа {\displaystyle Ia3}, число формульных единиц в ячейке равно 16.
- Кристаллы моноклинной сингонии. Параметр ячейки a = 1,387 нм, b = 0,347 нм, c = 0,8555 нм, угол β = 100,17°. Пространственная группа {\displaystyle C2/m}, число формульных единиц в ячейке равно 6.

Температура полиморфного перехода из кубической модификации в моноклинную составляет 1020 °C при давлении 3 МПа.
Стандартная энтропия образования оксида эрбия(III) составляет 154,3 Дж/(моль·К), энтальпия образования равна −1897,86 кДж/моль.
В воде практически нерастворим, хорошо растворяется в минеральных кислотах. Гигроскопичен, поглощает из воздуха воду и углекислый газ.

## Химические свойства
- С газообразным фтороводородом при температуре 500 °C и с бифторидом аммония при 250—300 °C образует трифторид[5]:

{\displaystyle {\mathsf {Er_{2}O_{3}+6HF\ \xrightarrow {500^{o}C} \ 2ErF_{3}+3H_{2}O}}}
{\displaystyle {\mathsf {Er_{2}O_{3}+6NH_{4}HF_{2}\ \xrightarrow {250-300^{o}C} \ 2ErF_{3}+6NH_{4}F+3H_{2}O}}}
- Со смесью хлора и тетрахлорметана при температуре выше 200 °C или с хлором в присутствии углерода образует трихлорид[2][6]:

{\displaystyle {\mathsf {Er_{2}O_{3}+3Cl_{2}+3C\ \xrightarrow {t} \ 2ErCl_{3}+3CO\uparrow }}}
- С водой реагирует, образуя гидроксид[4]:

{\displaystyle {\mathsf {Er_{2}O_{3}+3H_{2}O\ \xrightarrow {} \ 2Er(OH)_{3}}}}
- При повышенной температуре с сероуглеродом образует сульфид эрбия(III):

{\displaystyle {\mathsf {2Er_{2}O_{3}+3CS_{2}\ \xrightarrow {t} \ 2Er_{2}S_{3}+3CO_{2}\uparrow }}}
- Спеканием с сульфидом эрбия(III) получают оксосульфид[7]:

{\displaystyle {\mathsf {2Er_{2}O_{3}+Er_{2}S_{3}\ \xrightarrow {t} \ 3Er_{2}O_{2}S}}}
- Проявляет основные свойства. К примеру, растворяется в растворах кислот с образованием ионов [Er(H2O)9]3+[4].

- Может быть восстановлен до металлического эрбия кальцием при температуре выше 800 °C[5]:

{\displaystyle {\mathsf {Er_{2}O_{3}+3Ca\ \xrightarrow {>800^{o}C} \ 2Er+3CaO}}}
- При восстановлении углеродом в атмосфере азота образует нитрид[8]:

{\displaystyle {\mathsf {Er_{2}O_{3}+3C+N_{2}\ \xrightarrow {1000^{o}C} \ 2ErN+3CO\uparrow }}}

## Применение
Оксид эрбия(III) — компонент спец. керамик, люминофоров, лазерных стёкол. Его добавляют в шихту для придания стёклам розовой окраски, а также в искусственные поделочные ювелирные камни, к примеру фианиты, для той же цели.
Является одним из исходных веществ для получения комплексных соединений эрбия, так как его триоксид способен взаимодействовать с различными лигандами.